# Love to Love You Baby (album)
Pour les articles homonymes, voir Love to Love You Baby.
Albums de Donna Summer
Lady of the Night
(1974) A Love Trilogy
(1976)
Love to Love You Baby est le deuxième album de Donna Summer, sorti en août 1975, et son premier sur le marché international. La chanson-titre, qui occupe toute la première face de l'album, est sortie en single et devient le premier hit de Donna Summer, atteignant la deuxième place du Billboard Hot 100.

## Titres
Toutes les chansons sont de Giorgio Moroder et Pete Bellotte, sauf mention contraire.

### Face 1
1. Love to Love You Baby (Donna Summer, Pete Bellotte, Giorgio Moroder) – 16:50

### Face 2
1. Full of Emptiness – 2:22
2. Need-a-Man Blues – 4:30
3. Whispering Waves – 4:50
4. Pandora's Box – 4:56
5. Full of Emptiness (Reprise) – 2:20